# Coyuco Nuevo
Coyuco Nuevo är en ort i Mexiko.   Den ligger i kommunen Huejutla de Reyes och delstaten Hidalgo, i den sydöstra delen av landet, 210 km norr om huvudstaden Mexico City. Coyuco Nuevo ligger 123 meter över havet och antalet invånare är 105.
Terrängen runt Coyuco Nuevo är platt åt nordväst, men åt sydost är den kuperad. Terrängen runt Coyuco Nuevo sluttar norrut. Runt Coyuco Nuevo är det ganska tätbefolkat, med 65 invånare per kvadratkilometer. Närmaste större samhälle är Huejutla de Reyes, 11,6 km väster om Coyuco Nuevo. Omgivningarna runt Coyuco Nuevo är en mosaik av jordbruksmark och naturlig växtlighet.